# Јесења изложба УЛУС-а (1987)
Јесења изложба УЛУС-а (1987) је одржана у Београду у галеријском простору Удружења ликовних уметника Србије односно у Уметничком павиљону "Цвијета Зузорић", у периоду од 24. септембра до 13. октобра 1987. године. Током децембра, исте године, изложба  се одржала у Нишу, у Галерији савремене ликовне уметности "Ниш".

## О изложби
Ова изложба је организована у оквиру прославе двеста година од рођења Вука Стефановића Караџића. Уметнички савет УЛУС-а је извршио избор аутора којима је упућен позив за излагање дела и избор дела за изложбу.
Додељена је награда аутору чије дело представља трајну вредност српске ликовне уметности. Награда је неконвенционална и њу је добио постхумно сликар Лазар Возаревић.
Такође, добитник награде односно монографије је био Александар Томашевић.

## Излагачи
1. Даница Антић
2. Божидар Бабић
3. Милош Бајић
4. Жељко Бјелица
5. Ивана Брадановић
6. Лазар Вујаклија
7. Предраг Вукичевић
8. Горан Гвардиол
9. Маријана Гвозденовић
10. Ксенија Дивјак
11. Евгениа Демниевска
12. Сретко Дивљан
13. Драго Дошен
14. Марија Драгојловић
15. Ђорђе Ђорђевић
16. Ненад Жилић
17. Мирољуб Јелесијевић
18. Душан Јуначков
19. Драгош Калајић
20. Божидар Каматовић
21. Слободан Каштаварац
22. Владимир Комад
23. Драгослав Крнајски
24. Велизар Крстић
25. Радован Крагуљ
26. Вељко Лалић
27. Лазар Лечић
28. Милан Циле Маринковић
29. Душан Марковић
30. Вукосава Мијатовић Теофановић
31. Јеврем Миленковић
32. Душан Микоњић
33. Миодраг Млађовић
34. Слободан Михаиловић
35. Раденко Мишевић
36. Гордан Николић
37. Бранимир Пауновић
38. Гордана Петровић
39. Слободан Петровић
40. Дејан Попов
41. Кемал Рамујкић
42. Едвина Романовић
43. Рада Селаковић
44. Мехмед Слезовић
45. Жарко Смиљковић
46. Раде Станковић
47. Славољуб Станковић
48. Војин Стојић
49. Слободанка Ступар
50. Маријан Тешић
51. Милан Тепавац
52. Бранислав Фотић
53. Зорка Церовић